# Lacturidae
Lacturidae — небольшое семейство разноусых чешуекрылых из надсемейства Zygaenoidea. Включает в себя ярко окрашенных бабочек, которые ранее были размещены в других семействах, в том числе Plutellidae, Yponomeutidae, Hyponomeutidae, хотя окончательная таксономическая ревизия группы ещё не проведена.

## Описание
Бабочки средней величины, с размахом крыльев 13—30 мм, преимущественно около 20 мм. Тело короткое и мощное, густо опушено. Голова довольно большая и широкая, с длинными нитевидными усиками. Передние крылья удлиненные.

## Ареал
Ареал представителей семейства ограничивается Австралией и Юго-Восточной Азией.

## Систематика
Семейство включает в своем составе 3 рода:
- Anticrates (Meyrick 1905) — перенесён из семейства Yponomeutidae. 34 вида.
- Gymnogramma (Zeller 1852) 24 вида.
- Lactura (Walker 1854) — перенесён из семейства Yponomeutidae 90 видов.